# Slick (Oklahoma)
Slick es un pueblo ubicado en el condado de Creek en el estado estadounidense de Oklahoma. En el año 2010 tenía una población de 	131 habitantes y una densidad poblacional de 119,09 personas por km².

## Geografía
Slick se encuentra ubicado en las coordenadas 35°46′35″N 96°16′01″O / 35.776525, -96.266845.

## Demografía
Según la Oficina del Censo en 2000 los ingresos medios por hogar en la localidad eran de $35,000 y los ingresos medios por familia eran $37,500. Los hombres tenían unos ingresos medios de $32,083 frente a los $19,000 para las mujeres. La renta per cápita para la localidad era de $13,554. Alrededor del 7.3% de la población estaban por debajo del umbral de pobreza.